# Petrus Armengol

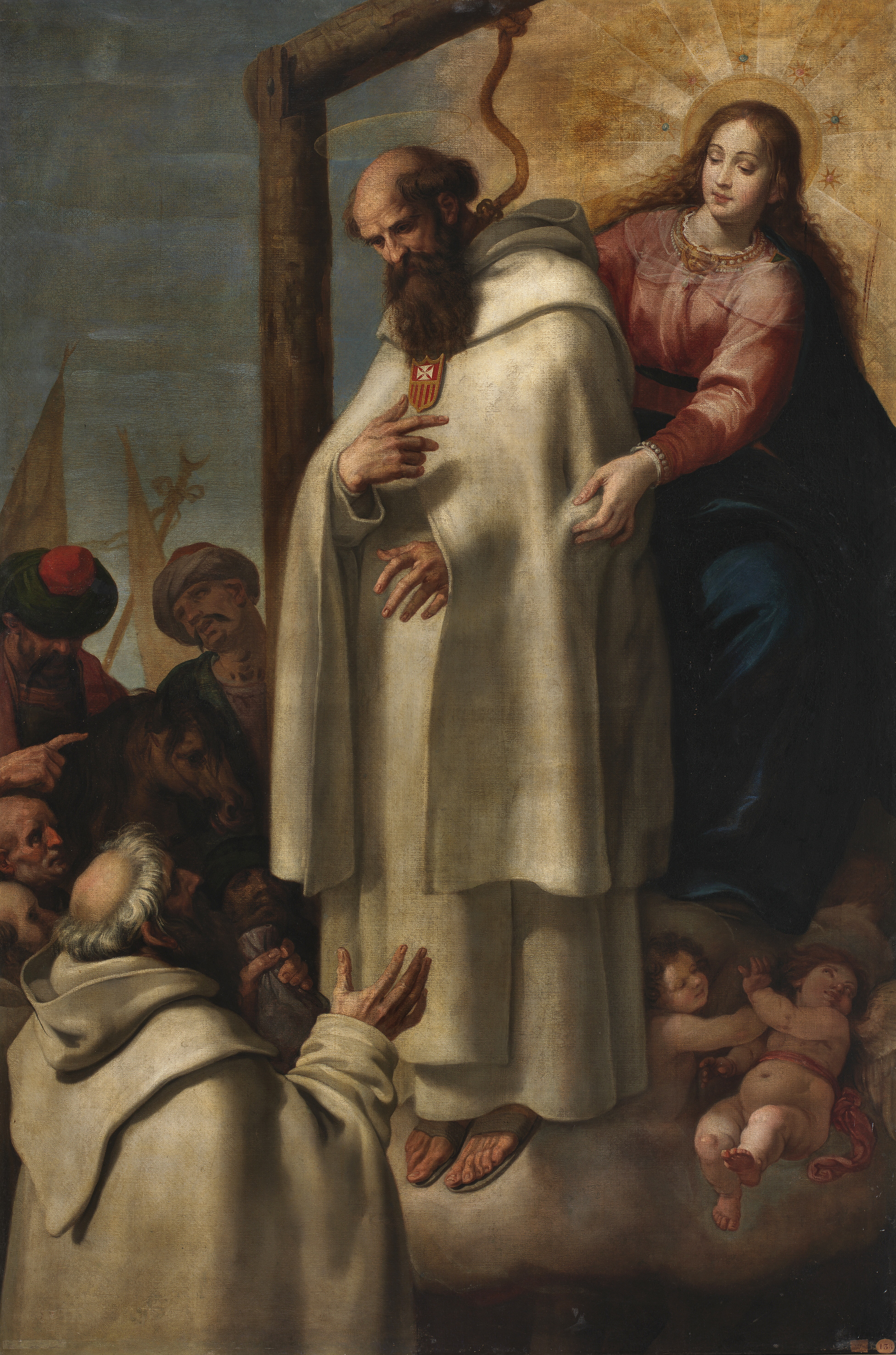
Vicente Carducho: Sankt Petrus Armengol, Museo del Prado.

Der heilige Petrus Armengol, eigentlich Pere Ermengol de Rocafort, (* 1238 bei Tarragona, Katalonien; † 27. April 1304) war ein spanischer Mercedarier. Als Sohn adliger Eltern verlebte er eine ausschweifende Jugend, bis er sich 1258 bekehrte und in den vom heiligen Petrus Nolascus gegründeten Orden eintrat. Nach Jahren der Buße entschloss er sich, gegen die Sklaverei zu kämpfen. Er ging nach Algerien, wo er an die Stelle von 18 christlichen Kindern, die vor der Versklavung durch sarazenische Sklavenhändler standen, trat. Petrus Armengol wurde gefoltert und sollte gehängt werden, in letzter Minute aber von seinem Bruder gerettet.
Am 28. März 1686 wurde er von Papst Innozenz XI. heiliggesprochen. Sein Feiertag ist der 27. April.